# Primer ministro de Nueva Gales del Sur

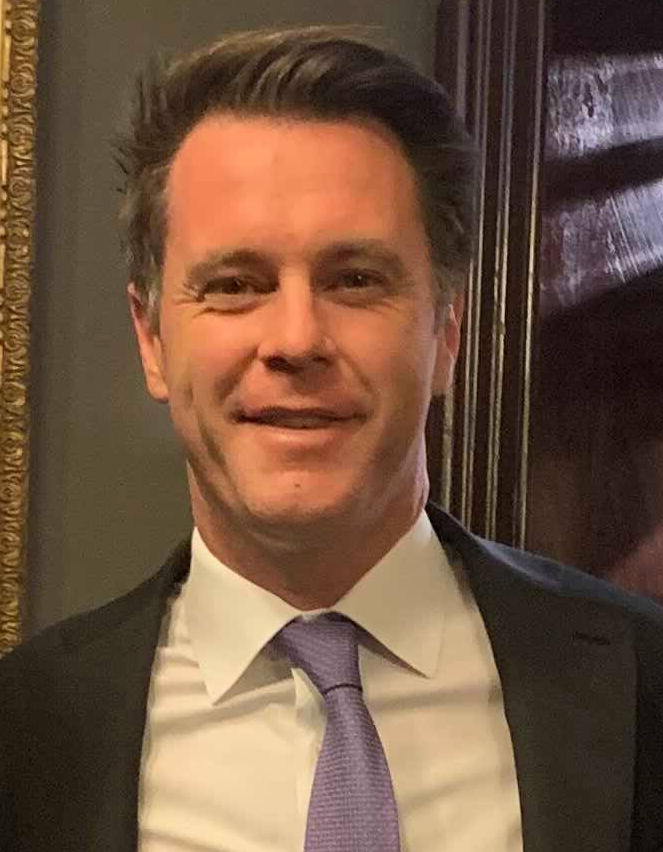
Chris Minns - Primer Ministro de Nueva Gales del Sur desde el 28 de marzo de 2023.

El Primer Ministro de Nueva Gales del Sur es el líder del gobierno de Nueva Gales del Sur. 
El actual Primer Ministro es Chris Minns del Partido Laborista.

## Lista de primeros ministros de Nueva Gales del Sur
| No. | Nombre                      | Partido         | Cargo asumido            | Dejó la oficina          |
| --- | --------------------------- | --------------- | ------------------------ | ------------------------ |
| 1   | Stuart Donaldson            |                 | 6 de junio de 1856       | 25 de agosto de 1856     |
| 2   | Charles Cowper              | Liberal         | 26 de agosto de 1856     | 2 de octubre de 1856     |
| 3   | Henry Parker                |                 | 3 de octubre de 1856     | 7 de septiembre de 1857  |
| -   | Charles Cowper (2ª vez)     | Liberal         | 7 de septiembre de 1857  | 26 de octubre de 1859    |
| 4   | William Forster             |                 | 27 de octubre de 1859    | 8 de marzo de 1860       |
| 5   | John Robertson              |                 | 9 de marzo de 1860       | 9 de enero de 1861       |
| -   | Charles Cowper (3ª vez)     | Liberal         | 10 de enero de 1861      | 15 de octubre de 1863    |
| 6   | James Martin                |                 | 16 de octubre de 1863    | 2 de febrero de 1865     |
| -   | Charles Cowper (4ª vez)     | Liberal         | 3 de febrero de 1865     | 21 de enero de 1866      |
| -   | James Martin (2ª vez)       |                 | 22 de enero de 1866      | 26 de octubre de 1868    |
| -   | John Robertson (2ª vez)     |                 | 27 de octubre de 1868    | 12 de enero de 1870      |
| -   | Charles Cowper (5ª vez)     | Liberal         | 13 de enero de 1870      | 15 de diciembre de 1870  |
| -   | Sir James Martin (3ª vez)   |                 | 16 de diciembre de 1870  | 13 de mayo de 1872       |
| 7   | Henry Parkes                | Liberal         | 14 de mayo de 1872       | 8 de febrero de 1875     |
| -   | John Robertson (3ª vez)     |                 | 9 de febrero de 1875     | 21 de marzo de 1877      |
| -   | Henry Parkes (2ª vez)       | Liberal         | 22 de marzo de 1877      | 16 de agosto de 1877     |
| -   | Sir John Robertson (4ª vez) |                 | 17 de agosto de 1877     | 17 de diciembre de 1877  |
| 8   | James Farnell               |                 | 18 de diciembre de 1877  | 20 de diciembre de 1878  |
| -   | Sir Henry Parkes (3ª vez)   | Liberal         | 21 de diciembre de 1878  | 4 de enero de 1883       |
| 9   | Alexander Stuart            |                 | 5 de enero de 1883       | 6 de octubre de 1885     |
| 10  | George Dibbs                | Proteccionista  | 7 de octubre de 1885     | 9 de octubre de 1885     |
| -   | John Robertson (5ª vez)     |                 | 22 de diciembre de 1885  | 22 de febrero de 1886    |
| 11  | Sir Patrick Jennings        | Proteccionista  | 26 de febrero de 1886    | 19 de enero de 1887      |
| -   | Sir Henry Parkes (4ª vez)   | Free Trade      | 25 de enero de 1887      | 16 de enero de 1889      |
| -   | George Dibbs (2ª vez)       | Proteccionista  | 17 de enero de 1889      | 7 de marzo de 1889       |
| -   | Sir Henry Parkes (5ª vez)   | Free Trade      | 8 de marzo de 1889       | 23 de octubre de 1891    |
| -   | George Dibbs (3ª vez)       | Proteccionista  | 23 de octubre de 1891    | 2 de agosto de 1894      |
| 12  | George Reid                 | Free Trade      | 3 de agosto de 1894      | 13 de septiembre de 1899 |
| 13  | William Lyne                | Proteccionista  | 14 de septiembre de 1899 | 27 de marzo de 1901      |
| 14  | Sir John See                | Progresivo      | 28 de marzo de 1901      | 14 de junio de 1904      |
| 15  | Thomas Waddell              | Progresivo      | 15 de junio de 1904      | 29 de agosto de 1904     |
| 16  | Joseph Carruthers           | Reforma liberal | 30 de agosto de 1904     | 2 de octubre de 1907     |
| 17  | Charles Wade                | Liberal         | 2 de octubre de 1907     | 1 de octubre de 1910     |
| 18  | James McGowen               | Laborista       | 21 de octubre de 1910    | 29 de junio de 1913      |
| 19  | William Holman              | Laborista       | 30 de junio de 1913      | 15 de noviembre de 1916  |
| -   | William Holman (2ª vez)     | Nacionalista    | 15 de noviembre de 1916  | 12 de abril de 1920      |
| 20  | John Storey                 | Laborista       | 13 de abril de 1920      | 5 de octubre de 1921     |
| 21  | James Dooley                | Laborista       | 5 de octubre de 1921     | 20 de diciembre de 1921  |
| 22  | George Fuller               | Nacionalista    | 20 de diciembre de 1921  | 20 de diciembre de 1921  |
| -   | James Dooley (2ª vez)       | Laborista       | 20 de diciembre de 1921  | 13 de abril de 1922      |
| -   | Sir George Fuller (2ª vez)  | Nacionalista    | 13 de abril de 1922      | 17 de junio de 1925      |
| 23  | Jack Lang                   | Laborista       | 17 de junio de 1925      | 18 de octubre de 1927    |
| 24  | Thomas Bavin                | Nacionalista    | 18 de octubre de 1927    | 3 de noviembre de 1930   |
| -   | Jack Lang (2ª vez)          | Laborista       | 4 de noviembre de 1930   | 13 de mayo de 1932       |
| 25  | Sir Bertram Stevens         | Australia Unida | 16 de mayo de 1932       | 4 de agosto de 1939      |
| 26  | Alexander Mair              | Australia Unida | 5 de agosto de 1939      | 16 de mayo de 1941       |
| 27  | William McKell              | Laborista       | 16 de mayo de 1941       | 6 de febrero de 1947     |
| 28  | James McGirr                | Laborista       | 6 de febrero de 1947     | 2 de abril de 1952       |
| 29  | Joseph Cahill               | Laborista       | 2 de abril de 1952       | 22 de octubre de 1959    |
| 30  | Robert Heffron              | Laborista       | 23 de octubre de 1959    | 30 de abril de 1964      |
| 31  | Jack Renshaw                | Laborista       | 30 de abril de 1964      | 13 de mayo de 1965       |
| 32  | Sir Robert Askin*           | Liberal         | 13 de mayo de 1965       | 3 de enero de 1975       |
| 33  | Thomas Lewis                | Liberal         | 3 de enero de 1975       | 23 de enero de 1976      |
| 34  | Sir Eric Willis             | Liberal         | 23 de enero de 1976      | 14 de mayo de 1976       |
| 35  | Neville Wran                | Laborista       | 14 de mayo de 1976       | 4 de julio de 1986       |
| 36  | Barrie Unsworth             | Laborista       | 4 de julio de 1986       | 25 de marzo de 1988      |
| 37  | Nick Greiner                | Liberal         | 25 de marzo de 1988      | 24 de junio de 1992      |
| 38  | John Fahey                  | Liberal         | 24 de junio de 1992      | 4 de abril de 1995       |
| 39  | Bob Carr                    | Laborista       | 4 de abril de 1995       | 3 de agosto de 2005      |
| 40  | Morris Iemma                | Laborista       | 3 de agosto de 2005      | 5 de septiembre de 2008  |
| 41  | Nathan Rees                 | Laborista       | 5 de septiembre de 2008  | 4 de diciembre de 2009   |
| 42  | Kristina Keneally           | Laborista       | 4 de diciembre de 2009   | 28 de marzo de 2011      |
| 43  | Barry O'Farrell             | Liberal         | 28 de marzo de 2011      | 23 de abril de 2014      |
| 44  | Mike Baird                  | Liberal         | 23 de abril de 2014      | 23 de enero de 2017      |
| 45  | Gladys Berejiklian          | Liberal         | 23 de enero de 2017      | 5 de octubre de 2021     |
| 46  | Dominic Perrottet           | Liberal         | 5 de octubre de 2021     | 28 de marzo de 2023      |
| 47  | Chris Minns                 | Laborista       | 28 de marzo de 2023      | Titular                  |

* El nombre de pila de Askin era Robin pero lo cambió legalmente a Robert en 1971, antes de ser nombrado caballero en 1972. Antes de eso, era conocido generalmente como Bob.